# Ос-Багатар I
Ос-Багатар I (осет. Ос-Бæгъатыр I) — средневековый правитель Осетии и по преданию предок многих осетинских фамилий.

## Хронология Ос-Багатаров
Слово «Багатар», имеет тюркское происхождение, означает «храбрый», «богатырь». Вероятно к осетинам оно попало от гуннов, совершивших в IV веке поход на Запад. Первоначально этим термином аланы обозначали высший слой военной аристократии, предводителей дружин. Позднее, с развитием социальных отношений, «Багатарами» стали именовать и царей, подчеркивая, тем самым, их происхождение из военно-аристократической элиты. Так, например, согласно Ибн-Рустэ (X век) царь аланов назывался «Багатар». Кроме того, в отдельных случаях рассматриваемый термин использовался как антропоним.
В исторических летописях мы встречаем нескольких Ос-Багатаров:
- 1) легендарного Ос-Багатара, «осетинского Голиафа» сражавшегося с грузинским правителем Вахтангом Горгасалом (V век);
- 2) Ос-Багатара I, командовавшего абхазскими войсками в войне в грузинской области Картли в конце IX века;
- 3) Ос-Багатара II, младшего сына царя Осетии из рода Ахсартаггата (XIII век)[1][3].

Последние двое вероятно были царями Осетии, первый же, Ос-Багатар — «осетинский Голиаф», был вождём осетинской дружины.

## Биография
В 888 году Ос-Багатар I вместе с абхазским военачальником по имени Наср пошёл против Адарнасе II.
Летопись Грузии («Матиане Картлиса») сообщает, что в числе союзников Абхазского (Западно-Грузинского) царства, боровшегося с Армянским (Ширакским) царством за обладание Картли, был и Oc-Бакатар I. Вместе с Насром, возглавлявшим абхазскую коалицию, он был убит в битве при Аспиндзе в конце IX века.